# Élisabeth Guénard
Pour les articles homonymes, voir Guénard.
Élisabeth Guénard, dite de Brossin de Méré, née à Paris en 1751 et morte dans la même ville le 18 février 1829, est une femme de lettres française, auteure en particulier de nombreux romans. Elle a publié plus de trois cents ouvrages sous son nom de naissance ou divers pseudonymes, ce qui lui a valu d'être surnommée « la providence des libraires et des cabinets de lecture ».

## Biographie
Élisabeth Guénard est la fille de Jean Joseph Guenard, « premier commis de la chambre aux deniers » (1774) et de Jeanne Angélique Haincque de Saint-Senoch. Elle est la nièce d'Alexandre Bernard Haincque de Saint-Senoch (1722-1798), ancien fermier général des poudres et salpêtres, et la cousine d'Adrien Pierre Marie Haincque.

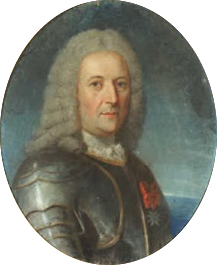
Portrait de son époux Jean de Brossin, baron de Méré, dit Le Jeune, capitaine du vaisseau du roi

En 1774, elle est mariée à son cousin Jean Brossin, chevalier baron de Méré, ancien capitaine de vaisseau du roi et chevalier de Saint-Louis, veuf d'Anne Le Roy et âgé de 88 ans.
Entrée en littérature en 1799, elle consacre les trente dernières années de sa vie à l'écriture de romans historiques ou sensibles, de contes moraux, de brochures politiques, d'ouvrages d'éducation, mais aussi de mémoires licencieux, d'anecdotes et de compilations. Son premier roman sentimental est Lise et Valcour ou le Bénédictin, paru à Paris en 1799. Ce genre est alors très apprécié, comme le prouve le cas d'Irma ou les malheurs d'une jeune orpheline, histoire indienne (1800), qui connaît dix éditions jusqu'en 1816. qui relate sous une forme romancée la captivité de Marie-Thérèse de France, fille de Louis XVI.
La plus grande partie de son œuvre est marquée par une pensée conformiste, prônant des idées religieuses et monarchiques. En revanche, ses écrits publiés sous les pseudonymes d'« A. L. Boissy », « J. H. F. Geller » ou « Faverolles, ancien officier de cavalerie », se distinguent par leur ton frivole ou licencieux et leur caractère érotique.
Citant ses Mémoires historiques de Mme la princesse de Lamballe (1801), Pierre Valmigère lui trouve « un style simple, élégant, correct, et très agréable à lire », et considère « son jugement [...] très sûr, et son bon sens certain ».

## Œuvres
- Irma ou les Malheurs d'une jeune orpheline (1800, 4 vol.)
- Malédiction paternelle ou la Perfidie d'une belle-mère ; histoire véritable des malheurs de Hurtado et Miranda (1801, 2 vol.)
- Mémoires historiques de Mme la princesse de Lamballe (1801, 4 vol.) ou (1815, 2 vol.)
- Hélène et Robert ou les Deux pères (1802, 2 vol.)
- L'Enfant du prieuré ou la Chanoinesse de Metz (1802, 2 vol.)
- Le Captif de Valence ou les Derniers moments de Pie VI (1802, 2 vol.)
- Blanche de Raney ou Histoire de deux jeunes Françaises dans les déserts et chez les sauvages (1802, 2 vol.)
- Histoire de Mme Élisabeth de France, sœur de Louis XVI (1802, 3 vol.)
- Mémoires d'Athénaïs, comtesse d'Ormont (1803, 4 vol.)
- Hommage à la gloire de la religion (1803)
- Laure et Ermance ou la Victime de la cour de Savoie (1804, 3 vol.)
- Achille, fils de Roberville ou le Jeune homme sans projets (2 vol.)
- Agathe d'Entragnes (roman historique, 1807, 6 vol.)
- Antonine de Châtillon (4 vol.)
- Chrysostome, père de Jérôme (2 vol.)
- Les Deux filles naturelles ou Malheur et Bonheur (4 vol.)
- Éléonore ou la Belle blanchisseuse (1809, 2 vol.)
- Émilie de Valbrun, ou les Malheurs du divorce (3 vol.)
- Mémoires de Mme la duchesse de Mazarin écrits par elle-même (2 vol.)
- Mémoires historiques de Mlle Aissé (1807, 2 vol.)
- Mme Billy ou les Bourgeois de Paris (4 vol.)
- Les Matinées du hameau ou Contes d'un grand-père à ses petits-enfants (1808, 4 vol.)
- Isaure et Elvire (1810, 3 vol.)
- La Laitière de Bercy, anecdote du siècle de Louis XV (3 vol.)
- Cécile de Châtenay ou le Pouvoir et les charmes de l'harmonie (1814, 2 vol.)
- Eugène de Nerval ou le Tuteur infidèle (1814, 4 vol.)
- Lucien de Murcy ou le Jeune homme d'aujourd'hui (1816, 2 vol.)
- Méline ou les Horreurs de la jalousie (1816, 5 vol.)
- Mme Bloc ou l'Intrigante (1817, 4 vol.)
- Le Charpentier de Saardam, anecdote du règne de Pierre le Grand (1817, 3 vol.)
- Charles de Mauvais ou la Cour de Navarre, roman historique (1817, 3 vol.)
- Les Augustes victimes du Temple (1818, 3 vol.)
- Saint Vincent de Paul (1818, 4 vol.)
- Les Enfants voyageurs, ou les petits botanistes (1818)
- Thérèse de Wolmar (1821, 3 vol.)
- Vie du duc de Penthièvre (2 vol.)
- Le Ministre de Westbury (2 vol.)
- L'Abbaye d'Hartfort ou Lise et Amédée (4 vol. in-12)

### Œuvres sous pseudonyme
- Les Capucins ou le secret du cabinet noir (1801)
- Les Forges mystérieuses ou l'Amour alchimiste (1801)
- Histoire d'une chatte griffonnée par elle-même (1802)
- Mémoires historiques de Jeanne Gomart de Vaubernier, comtesse Dubarry (1803)
- Les Trois moines (1815)
- Garde à vous! ou les fripons et leurs dupes (1819)
- Le Fou criminel, roman historique, ou Mémoires d'une jeune Anglaise enlevée à sa famille dans le jardin des Tuileries à Paris, par M. de Favrolle ,1829, lire en ligne sur Gallica